# Agent technique forestier
En France, un agent technique forestier est une version moderne de l'ancien garde forestier. Cependant il n'a pas du tout les mêmes fonctions et statuts car la loi de 1963 a changé le statut de garde des Eaux et Forêts en agent technique forestier de l'ONF, établissement public à caractère industriel et commercial (EPIC) dont l'un des mandats principaux est la rentabilité des forêts ce qui n'était pas le cas du garde. C'est un fonctionnaire assermenté et il porte un uniforme. Après une revalorisation statutaire les agents techniques de l'ONF initialement de catégorie C sont passés en catégorie B de technicien forestier et sont dénommés « techniciens forestiers territoriaux ».  
Il surveille et aménage la forêt. Il s'occupe du marquage des arbres à couper, de leur coupe même et replante des arbres. Il peut organiser des visites de la forêt.
Il travaille pour le ministère de l'agriculture ou pour l'Office national des forêts (ONF). Il travaille généralement sous les ordres d'un cadre A technique de l'ONF (CATE) ou d'un ingénieur forestier.

## Qualités nécessaires
- Endurance physique pour se déplacer dehors par tout temps.
- Sens de l'observation.
- Sens des relations humaines pour s'entretenir avec les chasseurs, le public ou les autorités locales.

## Études
- Concours de l'ONF